# Reacción orgánica

Transposición de Claisen.

Las reacciones orgánicas son reacciones químicas que involucran al menos un compuesto orgánico como reactivo. Los tipos básicos de reacciones químicas orgánicas son reacciones de adición, reacciones de eliminación, reacciones de sustitución, y reacciones redox orgánicas. En síntesis orgánica, se usan reacciones orgánicas en la construcción de nuevas moléculas orgánicas. La producción de muchos químicos hechos por el hombre, tales como drogas, plásticos, aditivos alimentarios, textiles, dependen de las reacciones orgánicas.
Las reacciones orgánicas más antiguas son la combustión de combustibles orgánicos y la saponificación de las grasas para elaborar jabón. La química orgánica moderna empieza con la síntesis de Wöhler en 1828. En la historia del Premio Nobel de Química, se han entregado premios por la invención de reacciones orgánicas, tales como la reacción de Grignard en 1912, la reacción de Diels-Alder en 1950, la reacción de Wittig en 1979, y la metátesis de olefinas en el 2005.

## Clasificaciones
La química orgánica tiene una fuerte tradición de nombrar una reacción específica por su inventor o inventores, por lo que existe una larga lista de las  llamadas reacciones con nombre, que conservadoramente se estiman ser 1000. Una reacción con nombre muy antigua es la transposición de Claisen (1912), y una reacción con nombre reciente es la reacción de Bingel (1993). Cuando el nombre de la reacción es difícil de pronunciar o muy largo, como en la reacción de Corey-House-Posner-Whitesides, ayuda usar una abreviación como en la reducción de Corey-Bakshi-Shibata. El número de reacciones que se refieren al proceso mismo que toma lugar es mucho más pequeño, por ejemplo la reacción eno o la reacción aldólica.
Otra aproximación a las reacciones orgánicas es por el tipo de reactivo orgánico, muchos de ellos inorgánicos, requerido en una transformación específica. Los tipos principales son agentes oxidantes tales como el tetróxido de osmio, agentes reductores como el hidruro de aluminio y litio, bases como la diisopropilamida de litio y ácidos como el ácido sulfúrico.

## Aspectos fundamentales
Los factores que rigen las reacciones orgánicas son, esencialmente, los mismos de cualquier reacción química. Los factores específicos a las reacciones orgánicas son aquellos que determinan la estabilidad de los reactantes y productos, tales como conjugación, hiperconjugación y aromaticidad, y la presencia y estabilidad de reactivos intermedios tales como radicales libres, carbocationes y carbaniones.
Un compuesto orgánico puede consistir de varios isómeros. En consecuencia, la selectividad, en términos de regioselectividad, diastereoselectividad y enantioselectividad es un criterio importante para muchas reacciones orgánicas. La estereoquímica de las reacciones pericíclicas está regida por las reglas de Woodward-Hoffmann y las de muchas reacciones de eliminación por la regla de Saytzeff.
Las reacciones orgánicas son importantes en la producción de fármacos. En una revisión del 2006 se estimó que el 20% de las conversiones químicas involucraban la alquilación en átomos de nitrógeno u oxígeno, otro 20% involucraba la colocación y remoción de un grupo protector, 11% involucraba la formación de un nuevo enlace carbono-carbono, y el 10% involucraba interconversiones de grupos funcionales.

## Reacciones orgánicas por su mecanismo
No hay un límite al número de reacciones orgánicas y mecanismos posibles. Sin embargo, se observa ciertos patrones generales que pueden ser usados para describir muchas reacciones comunes o útiles. Cada reacción tiene un mecanismo de reacción por pasos que explica cómo sucede, aunque no siempre es clara una descripción detallada a partir sólo de una lista de reactantes. Las reacciones orgánicas pueden ser organizadas en algunos tipos básicos. Algunas reacciones encajan en más de una categoría. Por ejemplo, algunas reacciones de sustitución siguen una trayectoria de adición-eliminación. Esta apreciación general no pretende incluir cada reacción orgánica individual. Por el contrario, sólo pretende cubrir las reacciones básicas.
| Tipo de reacción            | Subtipo                             | Comentario                                                                                                   |
| --------------------------- | ----------------------------------- | --- |
| Reacciones de adición       | adición electrofílica               | incluye reacciones tales como la halogenación, hidrohalogenación e hidratación.                              |
| Reacciones de adición       | adición nucleofílica                | incluye reacciones tales como la halogenación, hidrohalogenación e hidratación.                              |
| Reacciones de adición       | adición radicalaria                 | incluye reacciones tales como la halogenación, hidrohalogenación e hidratación.                              |
| Reacción de eliminación     |                                     | incluye procesos tales como la deshidratación, y se observa que siguen mecanismos de reacción E1, E2, o E1cB |
| Reacciones de sustitución   | sustitución nucleofílica alifática  | con mecanismos de reacción SN1, SN2 y SNi                                                                    |
| Reacciones de sustitución   | sustitución nucleofílica aromática  | con mecanismos de reacción SN1, SN2 y SNi                                                                    |
| Reacciones de sustitución   | sustitución nucleofílica acílica    | con mecanismos de reacción SN1, SN2 y SNi                                                                    |
| Reacciones de sustitución   | sustitución electrofílica           | con mecanismos de reacción SN1, SN2 y SNi                                                                    |
| Reacciones de sustitución   | sustitución electrofílica aromática | con mecanismos de reacción SN1, SN2 y SNi                                                                    |
| Reacciones de sustitución   | sustitución radicalaria             | con mecanismos de reacción SN1, SN2 y SNi                                                                    |
| reacciones orgánicas redox  |                                     | son reacciones redox específicas de los compuestos orgánicos y son muy comunes.                              |
| Reacciones de transposición | Transposiciones 1,2                 | |
| Reacciones de transposición | Reacciones pericíclicas             | |
| Reacciones de transposición | metátesis                           | |

En las reacciones de condensación, se desprende una molécula pequeña, generalmente agua, cuando dos reactantes se combinan en una reacción química. La reacción opuesta, cuando se consume agua en una reacción, es denominada hidrólisis. Muchas reacciones de polimerización derivan de reacciones orgánicas. Están divididas en polimerización aditiva y policondensación.
En general, el curso paso a paso de los mecanismos de reacción puede ser representado usando técnicas de flujo de flechas, en las que se usan flechas curvadas para seguir el movimiento de los electrones como materiales de transición iniciales, hasta los intermediarios y productos.

## Reacciones orgánicas por el grupo funcional
Las reacciones orgánicas pueden ser categorizadas basándose en el tipo de grupo funcional involucrado en la reacción como reactante, y el grupo funcional que es formado como resultado de esta reacción. Por ejemplo, en la transposición de Fries, el reactante es un éster y el producto de reacción es un alcohol.
A continuación se presenta una vista global de los grupos funcionales con su preparación y reactividad:
| Grupo funcional       | Preparación | Reacciones |
| --------------------- | ----------- | ---------- |
| Anhídrido de ácido    | preparación | reacciones |
| Halogenuro de acilo   | preparación | reacciones |
| Aciloína              | preparación | reacciones |
| Alcohol               | preparación | reacciones |
| Aldehído              | preparación | reacciones |
| Alcano                | preparación | reacciones |
| Alqueno               | preparación | reacciones |
| Halogenuro de alquilo | preparación | reacciones |
| Nitrito de alquilo    | preparación | reacciones |
| Alquino               | preparación | reacciones |
| Amida                 | preparación | reacciones |
| Óxido de amina        | preparación | reacciones |
| Amina                 | preparación | reacciones |
| Compuestos de areno   | preparación | reacciones |
| Azida                 | preparación | reacciones |
| Aziridina             | preparación | reacciones |
| Ácido carboxílico     | preparación | reacciones |
| Ciclopropano          | preparación | reacciones |
| Compuestos diazo      | preparación | reacciones |
| Diol                  | preparación | reacciones |
| Éster                 | preparación | reacciones |
| Éter                  | preparación | reacciones |
| Epóxido               | preparación | reacciones |
| Halocetona            | preparación | reacciones |
| Imina                 | preparación | reacciones |
| Isocianato            | preparación | reacciones |
| Cetona                | preparación | reacciones |
| Lactama               | preparación | reacciones |
| Nitrilo               | preparación | reacciones |
| Compuestos nitro      | preparación | reacciones |
| Fenol                 | preparación | reacciones |
| Tiol                  | preparación | reacciones |

## Otras clasificaciones de reacciones orgánicas
En química heterocíclica, las reacciones orgánicas se clasifican por el tipo de heterocíclico formado con relación al tamaño del anillo y tipo de heteroátomo. Ver, por ejemplo, la química de los indoles.
Las reacciones orgánicas también pueden ser clasificadas por el tipo de enlace al carbono, con respecto al elemento involucrado. Se encuentran más reacciones en la química de organosilicio, química de organoazufre, química de organofósforo, y química de organoflúor. Con la introducción de los enlaces carbono-metal, este campo se entrecruza con la química organometálica